# Маллиган, Ричард
Ри́чард Ма́ллиган (англ. Richard Mulligan, 13 ноября 1932, Бронкс — 26 сентября 2000, Лос-Анджелес) — американский характерный телевизионный и киноактёр. Наиболее известен по роли Бёрта Кэмпбелла, любящего фиктивного мужа героини Кэтрин Дэймон в телесериале «Мыло» (1977-81), а позже по ведущей роли доктора Гарри Вестона с телесериале «Пустое гнездо» (1988-95). Является младшим братом режиссёра Роберта Маллигана.

## Ранняя жизнь и карьера
Маллиган родился 13 ноября 1932 года в Нью-Йорке. После окончания Колумбийсого университета Маллиган начал работать в театре, дебютировав в качестве менеджера сцены и исполнителя в бродвейской постановке «Вся дорога домой» в 1960 году. В том числе на сцене он появился в постановках «Тысячи клоунов», «Никогда не поздно», «Козла Хогана» и «Воров».
В кино Маллиган впервые появился в маленькой неаккредитованной роли в фильме 1963 года «Любовь с подходящим незнакомцем», режиссёром которого был его старший брат. Он играл роль телезвезды Сэма Гарета (который в свою очередь играл роль маршала Джеда Клэйтона в вымышленном сериале) в телевизионном комедийном сериале «Герой» с Мариеттой Хартли в 1966/67-х годах. «Герой» продержался лишь 16 эпизодов. Другим заметным появлением Маллигана на телевидении являться эпизод «Around the World in 80 Blinks» сериала «Я мечтаю о Джинни», в котором он предстал в роли главкома ВМФ, который сопровождает майора Нельсона (Ларри Хэгмэн) на миссии.

## Личная жизнь
Маллиган был женат четыре раза.
- Патрисия Джонс (1955—1960)

- Сын Джеймс Маллиган

- Джоан Хакетт (1966—1973)
- Ленора Стивенс (1978—1990)
- Рэйчел Райан (1992—1994), порноактриса[2].

## Смерть
После своего последнего появления в эпизоде мультсериала «Эй, Арнольд!», Маллиган умер у себя дома в Лос-Анджелесе 26 сентября 2000 года от колоректального рака. По его собственному желанию его останки были кремированы, а панихида отсутствовала. Маллигана пережил его сын Джеймс от первого брака и два брата, Роберт и Джеймс.
У Маллигана есть звезда на голливудской «Аллее славы» на Голливудском бульваре, 6777.

## Фильмография
| Год       |    | Русское название                | Оригинальное название         | Роль                    |
| --------- | -- | ------------------------------- | ----------------------------- | ----------------------- |
| 1962      | ф  | Сорок фунтов неприятностей      | 40 Pounds of Trouble          | посыльный               |
| 1962      | с  | Защитники                       | The Defenders                 | лейтенант Саммерс       |
| 1963      | ф  | Любовь с подходящим незнакомцем | Love with the Proper Stranger | Луи                     |
| 1963      | с  | Машина 54, где вы?              | Car 54, Where Are You?        | патрульный              |
| 1963      | с  | Шоссе 66                        | Route 66                      | окружной прокурор       |
| 1964      | ф  | Раз картошка, два картошка      | One Potato, Two Potato        | Джо Каллен              |
| 1966      | ф  | Группа                          | The Group                     | Дик Браун               |
| 1966—1967 | с  | Герой                           | The Hero                      | Сэм Гаррет              |
| 1967      | с  | Крысиный патруль                | The Rat Patrol                | майор Лэнсинг           |
| 1967      | с  | Менникс                         | Mannix                        | доктор Боб Адамс        |
| 1967      | с  | Дымок из ствола                 | Gunsmoke                      | Джад Прайор             |
| 1969      | ф  | Непобеждённые                   | The Undefeated                | Дэн Морс                |
| 1969      | с  | Я мечтаю о Джинни               | I Dream of Jeannie            | Уингейт                 |
| 1970      | ф  | Маленький большой человек       | Little Big Man                | Джордж Армстронг Кастер |
| 1971      | с  | Любовь по-американски           | Love, American Style          | Джордж                  |
| 1971      | с  | Бонанза                         | Bonanza                       | доктор Марк Слоун       |
| 1971      | с  | Бонанза                         | Bonanza                       | Фарли                   |
| 1971      | с  | Семья Партриджей                | The Partridge Family          | доктор Джим Лукас       |
| 1972      | ф  | Восстание ирландского виски     | The Irish Whiskey Rebellion   | Поль Лашез              |
| 1973      | с  | Семья Партриджей                | The Partridge Family          | мистер Липтон           |
| 1974      | ф  | Поездка к сыну вождя            | Visit to a Chief’s Son        | Роберт                  |
| 1976      | ф  | Большой автобус                 | The Big Bus                   | Клод Крейн              |
| 1976      | с  | Маленький домик в прериях       | Little House on the Prairie   | Грэнвилл Уиппл          |
| 1976      | с  | Ангелы Чарли                    | Charlie’s Angels              | Кевин Сент-Клер         |
| 1977      | с  | Лодка любви                     | The Love Boat                 | Рон Ларсен              |
| 1977—1981 | с  | Мыло                            | Soap                          | Берт Кэмпбелл           |
| 1978      | с  | Лодка любви                     | The Love Boat                 | Марк Литтлджон          |
| 1979      | ф  | Мусорная охота                  | Scavenger Hunt                | Марвин Даммитц          |
| 1981      | ф  | Сукин сын                       | S.O.B.                        | Феликс Фармер           |
| 1982      | ф  | След Розовой пантеры            | Trail of the Pink Panther     | отец Клузо              |
| 1983      | тф | Малибу                          | Malibu                        | Чарли Уигхэм            |
| 1984      | ф  | Фрикадельки 2                   | Meatballs Part II             | тренер Гидди            |
| 1984      | ф  | Учителя                         | Teachers                      | Герберт Гауэр           |
| 1984      | ф  | Микки и Мод                     | Micki & Maude                 | Лео Броди               |
| 1985      | ф  | Проводя время                   | Doin’ Time                    | Монго Митчелл           |
| 1985      | ф  | Парень с небес                  | The Heavenly Kid              | Рафферти                |
| 1985      | с  | Сумеречная зона                 | The Twilight Zone             | Генри Корвин            |
| 1986      | ф  | Передряга                       | A Fine Mess                   | Уэйн «Репа» Паррагелла  |
| 1986      | тф | Дети в стране игрушек           | Babes in Toyland              | Барнаби Барнакл         |
| 1986      | с  | Сумеречная зона                 | The Twilight Zone             | Эрнест Росс             |
| 1986      | с  | Путь на небеса                  | Highway to Heaven             | Джеб Бейсингер          |
| 1988      | мф | Оливер и компания               | Oliver & Company              | Эйнштейн                |
| 1988      | с  | Линкольн                        | Lincoln                       | Уильям Генри Сьюард     |
| 1988—1995 | с  | Пустое гнездо                   | Empty Nest                    | доктор Гарри Уэстон     |
| 1988—1989 | с  | Золотые девочки                 | The Golden Girls              | доктор Гарри Уэстон     |
| 1996      | тф | Лондонский гостиничный номер    | London Suite                  | Деннис Каммингс         |
| 1997      | тф | Лучший друг собак               | Dog’s Best Friend             | Фред                    |
| 1997      | мс | Крутые бобры                    | The Angry Beavers             | дедушка                 |
| 2001      | мс | Эй, Арнольд!                    | Hey Arnold!                   | Джимми Кафка            |